# Tadeusz Nowak
Tadeusz Nowak (n. 11 noiembrie 1930, la Sikorzyce, lîngă Tarnów - d. 11 august 1991, Skierniewice) a fost un scriitor, poet, prozator și traducător polonez. A absolvit facultatea de filologie din cadrul Universității Jagiellone din Cracovia.

## Opera literară
Primele două volume de versuri, Învăț să vorbesc (Uczę się mówić, 1953) și Comparații (Porównania, 1954), publicate la Cracovia în timpul studiilor la Facultatea de Filologie a Universității Jagiellone (1949-1954), indicau prezența manifestă a poetului în rîndul tinerilor entuziaști.
Volumul al treilea, Prorocii pleacă (Prorocy już odchodzą, 1956), expune o imaginație și o tonalitate reflexivă.
Al patrulea volum, Cer de vicleiem (Jaselkowe niebiosa, 1957), consacră un poet profund original, despre care se spune că nu ar avea predecesori în literatura polonă cu tematică țărănească.

## Volume de versuri
- Cercurile oarbe ale imaginației (Ślepe koła wyobraźni, 1958)
- Psalmii pentru folosul casei (Psalmy na użytek domowy, 1959)
- Colindele unui misit (Kolędy stręczyciela, 1962)
- Sămânță de iarbă (Ziarenko trawy, 1964)
- În zori (W jutrzni, 1966)
- Psalmi (Psalmy, 1971)
- Mai alb decît zăpada (Bielsze nad śnieg, 1973)